# あべちか

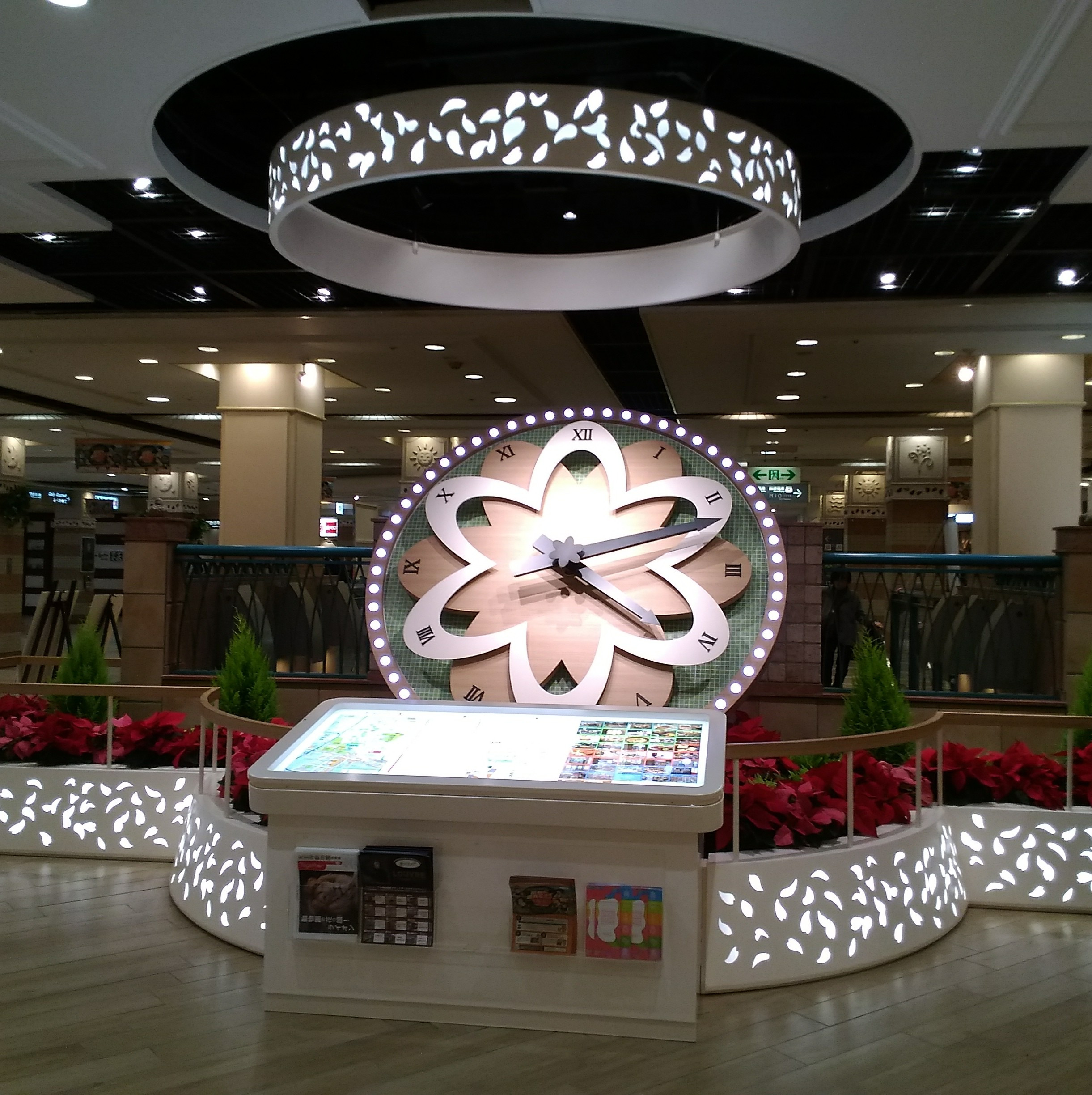
花時計広場

あべちか（Avetika, Avetica）は、大阪市の第三セクターから2018年4月1日の民間会社化によって大阪市高速電気軌道（Osaka Metro）の子会社となった大阪地下街が運営管理している地下街の1つである。

## 概要
場所は、JR西日本天王寺駅の北西側に位置し、住所表示は、大阪市天王寺区堀越町アベノ地下街1号〜8号と表記される。Osaka Metro谷町線天王寺駅改札から階段を上がった場所に地下広場パールガーデンがあった。現在、パールガーデンは花時計広場として時計が設置されている。

## 沿革
- 1966年（昭和41年）5月 - 阿倍野橋地下街建設案が具体化
- 1967年（昭和42年）9月9日 - 阿倍野橋地下街起工式
- 1967年（昭和42年）10月16日 - 阿倍野橋地下街の入店者募集申込受付（16日 - 30日）
- 1968年（昭和43年）8月28日 - アベノ地下センター振興会結成
- 1968年（昭和43年）11月30日 - 阿倍野橋地下街（アベノ地下センター）開業
- 1971年（昭和46年）12月10日 - レストランプラザ開業
- 1976年（昭和51年）7月1日 - 味プラ改装工事完成
- 1979年（昭和54年）3月31日 - コンコース改装
- 1981年（昭和56年）6月2日 - 4号階段に上屋新設
- 1985年（昭和60年）2月24日 - 名店コーナー（ファッションプラザ）改装
- 1985年（昭和60年）3月18日 - 名食・銘菓コーナー改装（18日 - 29日）
- 1988年（昭和63年）10月8日 - アベノ地下センターが「あべちか」に名称変更
- 1996年（平成8年）2月29日 - カジュアルプラザが改装オープン
- 1997年（平成9年）3月2日 - 中央トイレ改装、供用開始
- 1997年（平成9年）4月1日 - エスカレーターとエレベーターの供用開始
- 1998年（平成10年）10月1日 - 改装工事に着工
- 1998年（平成10年）11月15日 - 改装「A工区」店舗部分がリニューアルオープン
- 1999年（平成11年）2月27日 - 全面改装1期工事完成
- 1999年（平成11年）7月26日 - 改装「B工区」B1店舗部分がリニューアルオープン
- 1999年（平成11年）10月26日 - あべちか内で携帯電話利用が可能になる
- 1999年（平成11年）10月29日 - 改装工事を終え、リニューアルグランドオープン
- 2000年（平成12年）2月9日 - 噴水ガーデンの愛称が「パールガーデン」に決定
- 2001年（平成13年）1月4日 - あべちか-天王寺公園連絡地下道工事着工
- 2003年（平成15年）3月30日 - あべちか-天王寺公園地下駐車場連絡通路竣工
- 2004年（平成16年）6月26日 - 風防扉設置工事完成
- 2010年（平成22年）3月31日 - あべちか内でワンセグ、AM・FMラジオの受信が可能に[注 1]

## 面積、来街者数
- 総面積 - 9,771m2
- 来街者数 - 推定10万人（1日）

## 管理事務所
- 阿倍野橋管理事務所 - 大阪市天王寺区堀越町アベノ地下街8号

## 店舗
- 店舗エリア - 主に5つのエリアに分かれている。
  - あべの横丁 - 居酒屋、串かつ、お好み焼きなど5店舗が入居
  - デイリーグルメ - ハンバーガー、とんかつ屋、甘党・だんご屋など、14店舗（セブン銀行ATMを除く）が入居
  - ウェルカムマート - カフェ、ディスカウントチケット、自衛隊募集案内所など11団体が入居
  - カジュアルマート - 100円均一ショップや携帯電話ショップなど8店舗が入居
  - B2 - カフェ、定食屋の2店舗が入居
- 営業時間
  - 物販店 - 10時から21時
  - 飲食店 - 10時から21時

## 公共団体
- 大阪市天王寺サービスカウンター
- 自衛隊大阪地方協力本部中央地区隊 天王寺募集案内所
- 救世軍カウンセリング・ルーム(閉鎖)

## 最寄駅
- JR西日本 - 天王寺駅
- Osaka Metro谷町線・御堂筋線 - 天王寺駅
- 近畿日本鉄道南大阪線 - 大阪阿部野橋駅
- 阪堺電気軌道上町線 - 天王寺駅前駅